# Grand Ouest Association Lyonnaise Football Club
Grand Ouest Association Lyonnaise Football Club (ex-Monts d'Or Azergues Foot, desde 2020) foi um clube de futebol da França, sediado na cidade de Chasselay.
Atualmente disputa o Championnat National, a terceira divisão do futebol francês. Em janeiro de 2013, anunciou que Ludovic Giuly (ex-Barcelona, PSG, Monaco, Roma e Seleção Francesa) passaria a integrar o elenco na temporada 2013–14. Um ano depois, o atacante Sidney Govou se juntou à equipe.
Em 4 de janeiro de 2014, surpreendeu ao eliminar, na decisão nos pênaltis, o tradicional Istres na fase de 32-avos de final da Copa da França. 18 dias depois, contratou o meia Sidney Govou para o restante da temporada, e no mesmo dia, caiu frente ao Monaco.
Em maio de 2020, foi anunciada a fusão do Monts d'Or com 3 equipes amadoras (Tassin FC, Champagne Sport FC e Futsal Saône Monts d'Or)
História:
- 2000–2013: O clube foi fundado em 2000 como resultado da fusão de vários clubes da região de Monts d'Or. Em 2013, o clube ascendeu ao Campeonato Nacional pela primeira vez em sua história.
- 2013–2020: Em 2013, o ex-jogador do Barcelona Ludovic Giuly se juntou ao clube, e o estádio foi renomeado em sua homenagem. Em 2014, o clube fez uma campanha campestre na Copa da França, eliminando o Istres na fase de 32 avos de final antes do cair para o Monaco na fase seguinte.
- 2020–presente: Em maio de 2020, o MOAF se fundiu com 3 equipes amadoras da região para formar o GOAL FC. O novo clube tem como objetivo alcançar a Ligue 2 nos próximos anos.

Estádio:
O GOAL FC manda seus jogos no Stade Ludovic Giuly, com capacidade para 600 espectadores.
Núcleos:
As cores do clube são dourado e preto.
Jogadores notáveis:
- Ludovic Giuly
- Sidney Govou

## Títulos
- Liga de Futebol de Ródano-Alpes: 1 (2006)